# Christoph Weiherer

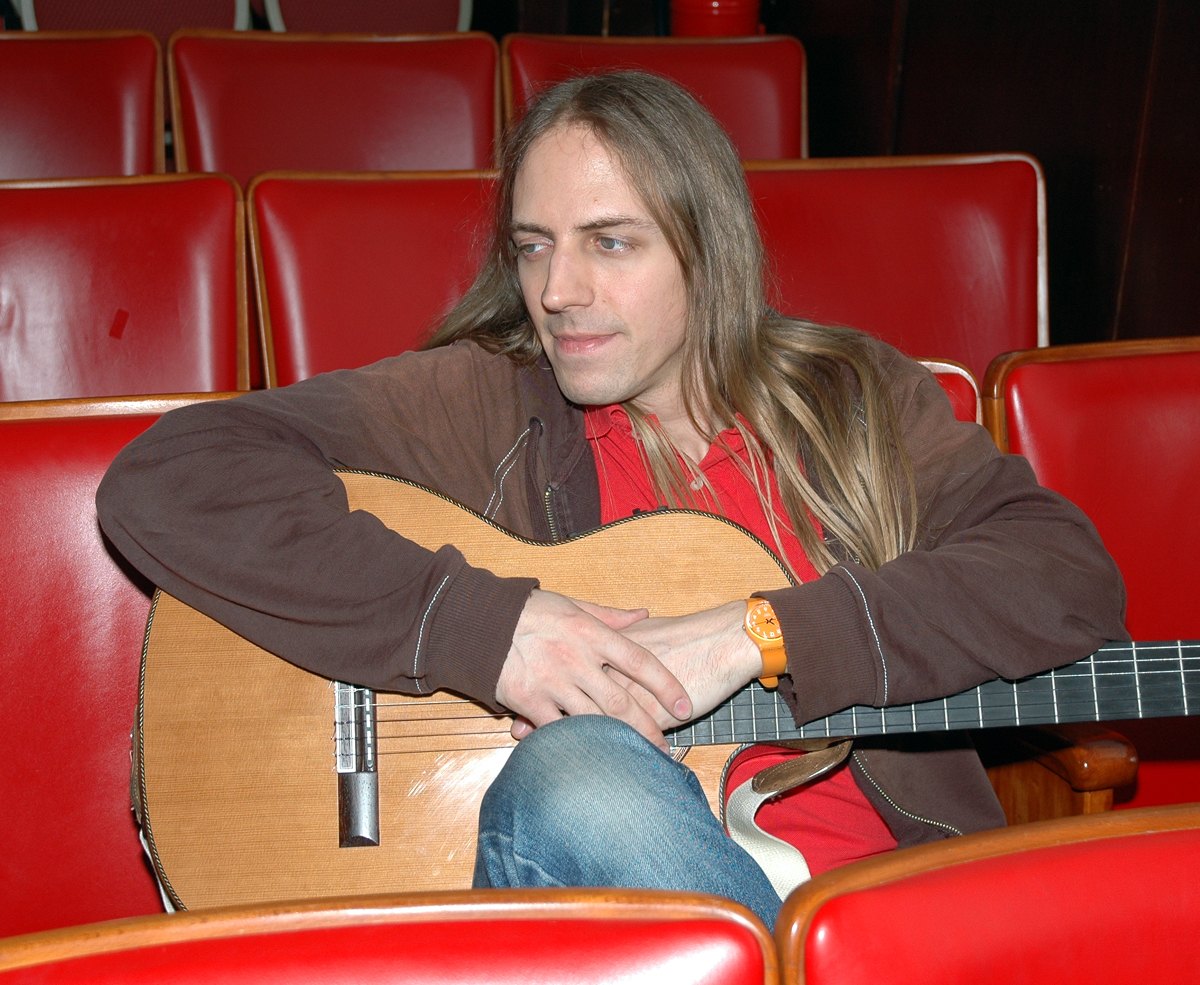
Christoph Weiherer im Theater im Fraunhofer beim Poetenstammtisch (München, 2013)

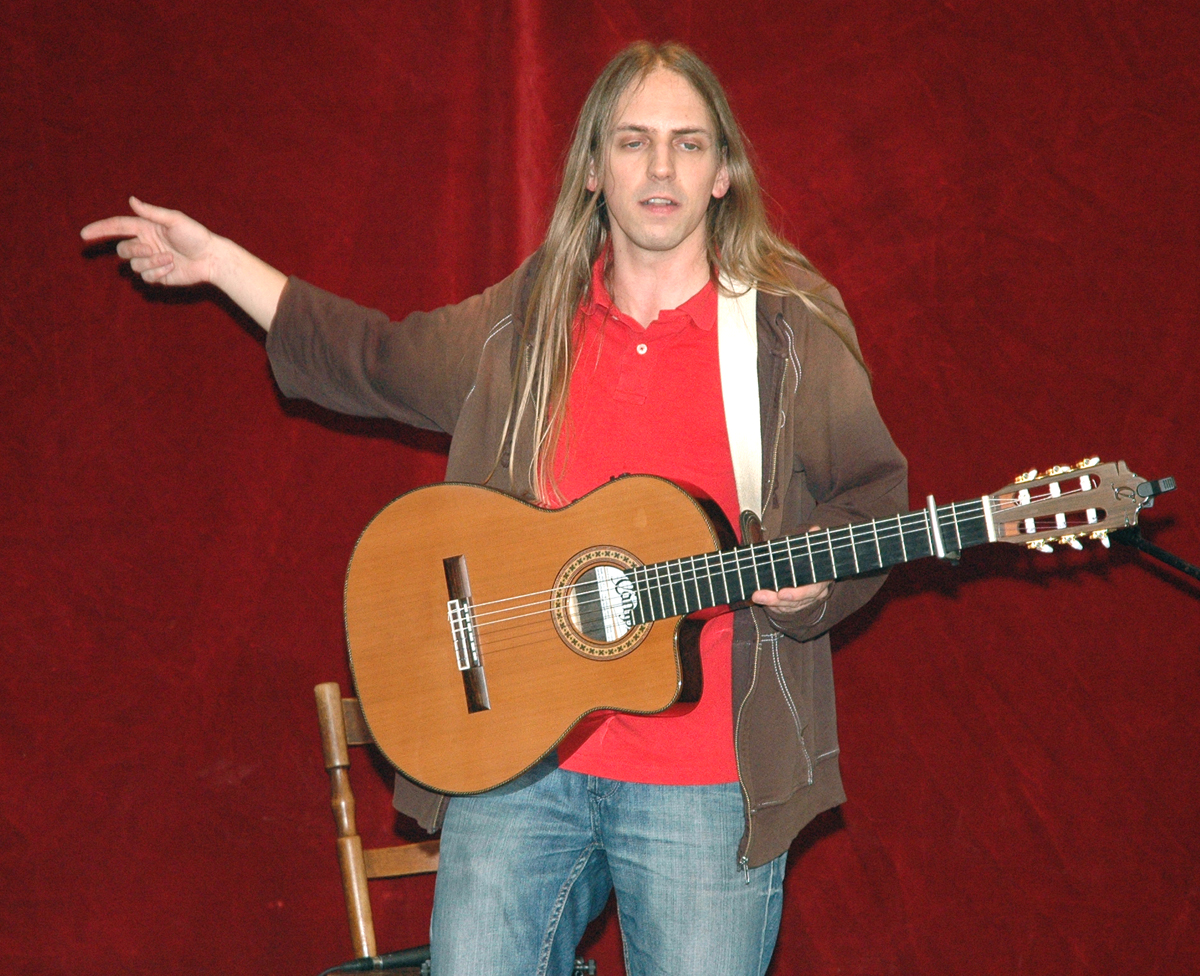
„Der Weiherer“ bei einem Auftritt 2013

Christoph Weiherer (* 19. März 1980 in Burghausen) ist ein bayerischer Liedermacher. Er besingt sozial- und gesellschaftskritische Themen und trägt diese zur Gitarre und Mundharmonika vor.

## Werdegang
Christoph Weiherer ist gelernter Chemielaborant. Er gründete 1999 zusammen mit seinem Freund Christian Brams das Liedermacher-Duo Canis Lupus. Im Oktober 2000 nahmen sie das Album 2001 auf. Dieses sollte ursprünglich nur als Promo-CD dienen. Ende 2001 löste sich das Duo wieder auf.
Weiherer tritt seit Anfang 2002 alleine als Liedermacher auf. Einige Lieder von Canis Lupus hat er in sein Solo-Repertoire aufgenommen. Im Oktober 2002 erschien Weiherers erstes Soloalbum Fährmann, mit dem er bereits auf sich aufmerksam machte. In Deutschland und Österreich tourte er bis 2003 mit seinem Programm Bavarian Liedermaching.
2004 wurde Weiherer für den Deutschen Folkpreis in der Kategorie „Newcomer“ nominiert. Im selben Jahr erschien sein zweites Studioalbum Scheiß da Hund. Weiterhin bestritt Weiherer mit Publikums-Erfolg und beachtlichen Kritiken Konzerte und Festivalauftritte im deutschsprachigen Raum (Deutschland, Österreich, Schweiz). Er trat 2005 auch im Vorprogramm von Hans Söllner und der Band Fink auf. Ebenfalls 2005 erhielt er den Förderpreis der Liederbestenliste.
Gleich dreimal schaffte es Weiherer mit den Songs Eia sissdem (2004), Und nimma auf (2005) und Undda Drugg (2010) ins Protestsongcontest-Vorfinale.
Im Juni 2006 erschien seine erste Live-CD Wia Nix, die einen Mitschnitt seines Konzerts vom 11. März 2006 in Passau darstellt.
Seit April 2008 tritt Weiherer mit dem Programm „Wechselhaare“ auch gemeinsam mit Michael Dietmayr auf. Im selben Jahr bekam er den Jurypreis der Hoyschrecke verliehen. Am 30. Januar 2009 erschien Weiherers viertes Album scheiße schrein!,  2011 offline
und 2013 A Liad, a Freiheit und a Watschn.
Im April 2015 ist Weiherer zum ersten Mal und zunächst für ein einmaliges Konzert zusammen mit Band aufgetreten. Speziell für diesen Anlass hat er die Kapelle „Weiherer und die Dobrindts“ ins Leben gerufen. 2016 erhielt er den Nachwuchsförderpreis der Hanns-Seidel-Stiftung.

## Stil
Weiherer macht keinen Hehl daraus, vom jungen Hans Söllner beeinflusst zu sein. Wie dieser besingt Weiherer Missstände in der Gesellschaft, Politik und Zwischenmenschliches. Er singt ausschließlich in bairischem Dialekt. Weiherer beschränkt sich nicht auf das Besingen von Ernstem, sondern hat auch heitere, humorvolle Themen (mitunter voller Selbstironie) im Repertoire.

## Diskographie
- 2002: Fährmann
- 2004: Scheiß da Hund
- 2006: Wia Nix (Live)
- 2009: Scheiße schrein!
- 2011: Offline (Live)
- 2013: A Liad, a Freiheit und a Watschn (Live)
- 2015: Best of Greatest Hits (Weiherer und die Dobrindts)
- 2019: Im Prinzip aus Protest